# Palacios de Riopisuerga
Palacios de Riopisuerga ist ein Ort und eine Gemeinde (municipio) mit 18 Einwohnern (Stand: 2024) in der Provinz Burgos in der nordspanischen Autonomen Region Kastilien-León. Die Gemeinde gehört zur Comarca Odra-Pisuerga. 

## Lage
Palacios de Riopisuerga liegt in der kastilischen Hochebene (meseta) in einer Höhe von etwa 780 Metern ü. d. M. und etwa 47 Kilometer in westlicher Entfernung von der Stadt Burgos am Río Pisuerga, der zugleich die westliche Gemeindegrenze bildet. 

## Bevölkerungsentwicklung
| Jahr      | 1910 | 1930 | 1950 | 1970 | 1981 | 1991 | 2001 | 2011 | 2021 |
| Einwohner | 270  | 244  | 222  | 110  | 63   | 52   | 29   | 33   | 22   |

## Wirtschaft
Die Region ist seit Jahrhunderten wesentlich von der Landwirtschaft geprägt; die Bewohner früherer Zeiten lebten hauptsächlich als Selbstversorger, aber auch Handwerk und Kleinhandel spielten eine Rolle. Ein Schwerpunkt lag auf der Anzucht von Bäumen aller Art, die letztlich in ganz Zentralspanien angepflanzt wurden.

## Sehenswürdigkeiten
- Kirche San Pablo Apóstol
- Bogenbrücke

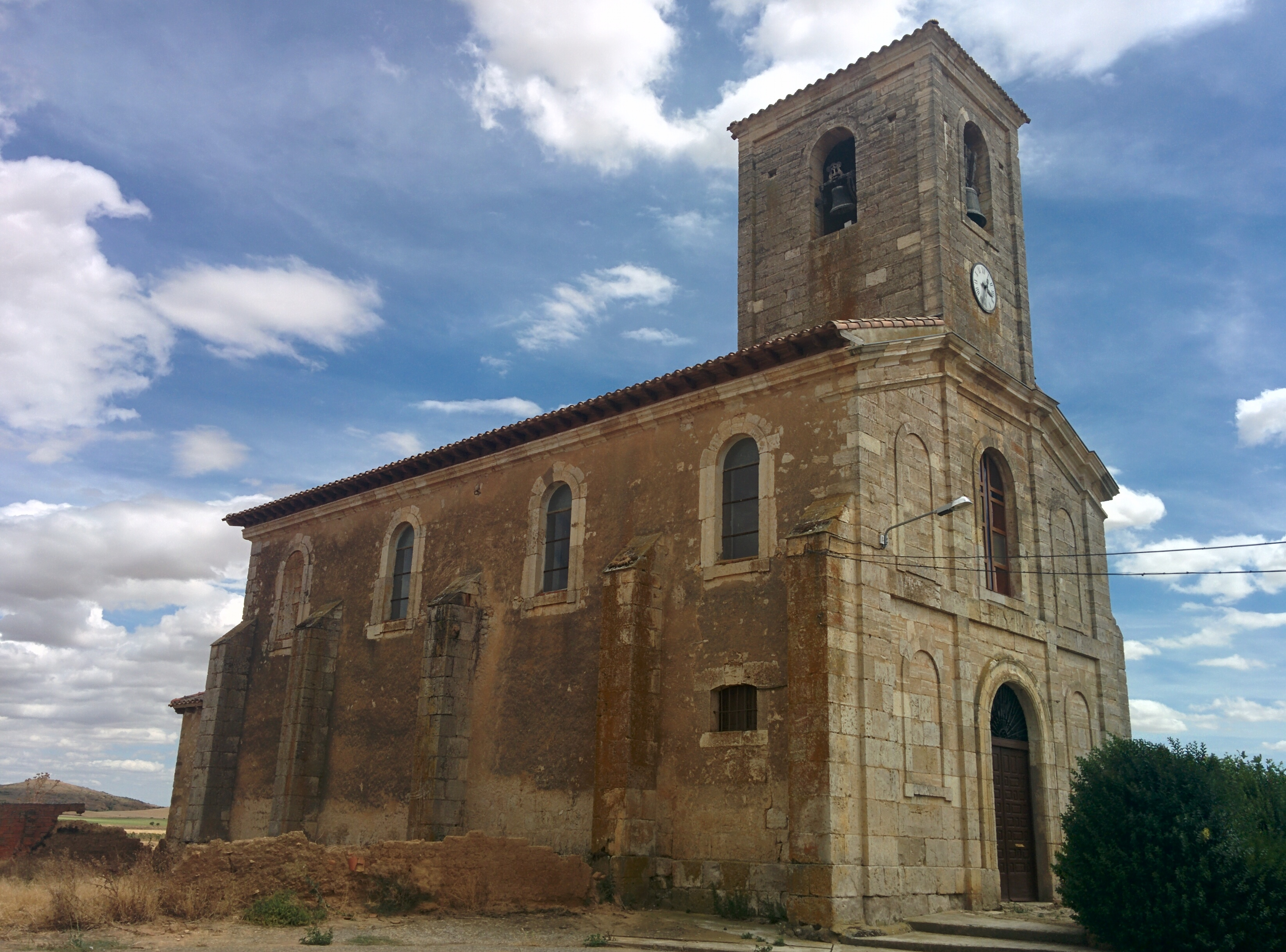
Kirche San Pablo
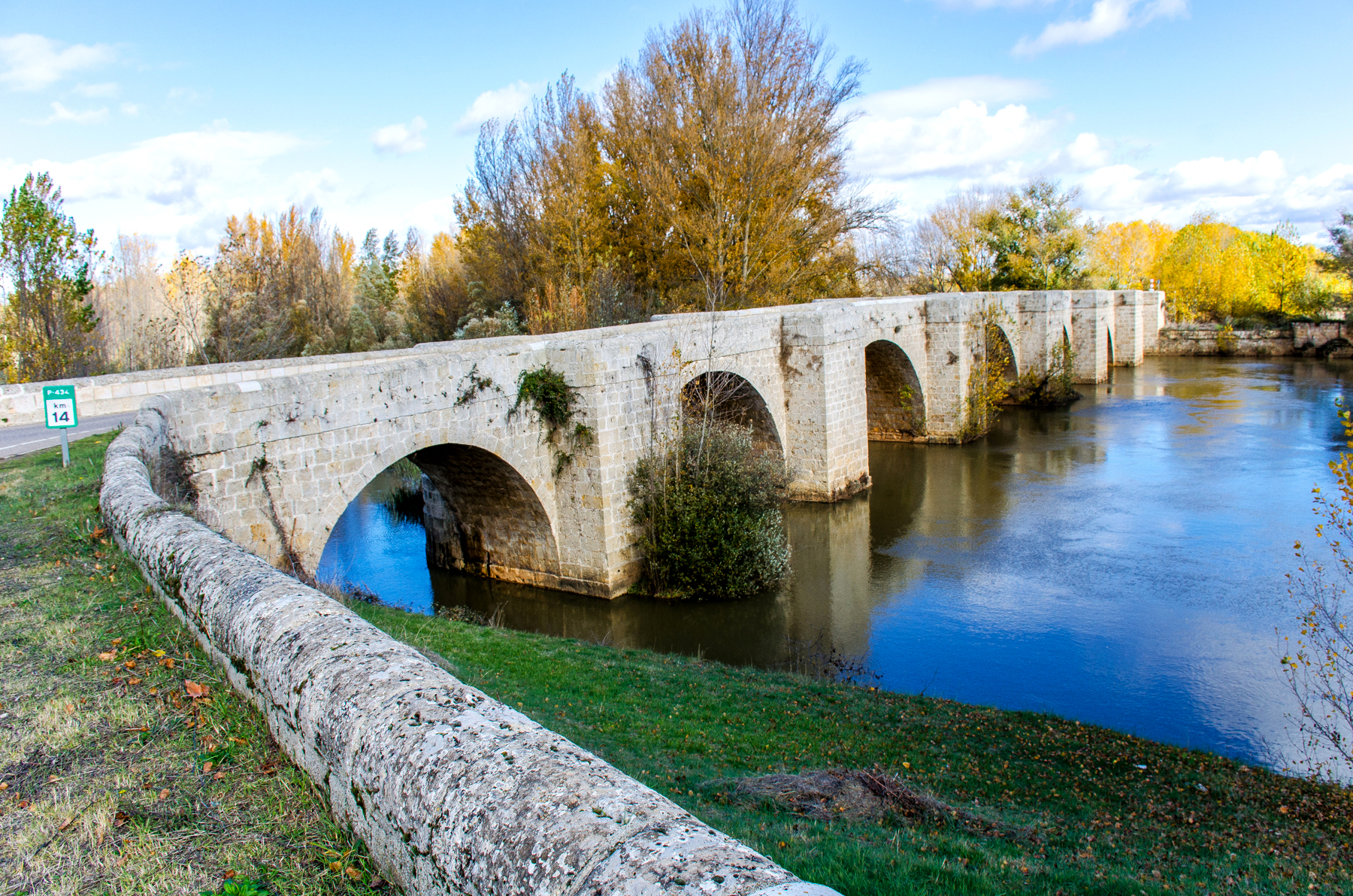
Bogenbrücke